# تاكو فورونو
ولد تاكو فورونو في عام (1950) وهو مزارع ياباني، ورجل أعمال اجتماعي، ومحسن، ومتطوع في المساعدات الخاصة، ومهندس طريقة زراعة الأرز وتربية بط الأرز المستأنس ولحوم خليط بين البط البري والبط المحلي.

## حياته
يعيش تاكاو فورونو في فوكوكا، بكيوشو في اليابان، وهي منطقة ريفية تقع غرب الأرخبيل الياباني، هو مزارع صغير، كان فورونو أول من بدأ في استخدام أساليب الزراعة العضوية في اليابان، كانت البداية عام 1978، حيث وجد في كتاب ريتشيل كارسون الشهير، Silent Spring - الربيع الصامت، الدافع لاتخاذ مزرعته في اتجاه جديد.

## طريقة تطوير بط الأرز
بعد عشر سنوات من استخدام ممارسات الزراعة العضوية، تعرف فورنو علي طريقة تقليدية يابانية  لزراعة الأرز كانت تتمثل في استخدام البط للقضاء على الأعشاب الضارة في حقول الأرز، «طريقة الاستئناس» .كانت تجربته الأولى ناجحة، لكن ليس بدون مشاكل. ففي هذا النظام، يتم إدخال بطة مستأنسة في حقول الأرز لغرض (1) توفير الأسمدة الطبيعية، (2) لتقوية شتلات الأرز عن طريق أكسجين الماء من الاضطراب الذي تسببه أعمال السباحة في فراخ البط، وكذلك (3) للتخلص من الحشرات وأكلها.و في موسم واحد، دمر المرض محصول فورنو بأكمله. لمدة ثلاث سنوات، أكلت الكلاب البط الخاص به حتى قام بتركيب أسيجة كهربائية. بعد ذلك، اضطر فورنو لمنع الطيور الجارحة، التي كانت تطير في الحقول لتناول وجبة سريعة.
من خلال المراقبة المستمرة والبحث، تمكن فورنو من تحديد العمر الأمثل الذي يجب أن يتم فيه إطلاق فراخ البط في حقول الأرز (7 أيام) ، الرقم الذي يجب تقديمه لكل عشر هكتار ( 15_30 ) ،واللحظة التي ينبغي فيها إزالة فراخ البط من العمل في حقل الأرز (8 أسابيع ) حتى لا يأكل الأرز. من خلال التجربة، اكتشف أيضا أن إضافة بعض الأسماك (لوشز loaches) والحشائش المثبتة للنيتروجين (الأزولا أو البط الطحلبي)إلي الحقول عززت نمو الأرز والبط، وتوفير التغذية في نفس الوقت للبط. حيث علقت الأسلاك على مسافات عبر الحقول لمنع الطيور الجارحة.  
وبحلول عام 1989، قام بإعادة هندسة الطريقة إلى نظام مستدام ومتكامل للأرز والبط ويمكن استنساخه. واليوم بالإضافة إلى حماية صحة أسرته، تنتج شركة  فورونو الآن غلة المحاصيل دون استخدام المواد الكيميائية التي تعادل أو تتجاوز أعداد المزارعين الذين لا يزالون يستخدمون الطرق التقليدية. لقد نجحت شركة فورنو في تسويق أرز البط الذي يباع الآن بسعر أعلى من20  - 30٪ مقارنة بالأرز المزروع في اليابان وبلدان أخرى. واليوم تنتج مزرعته التي تبلغ  مساحتها 3.2 هكتار الأرز والخضروات العضوية والبيض والبط  والبطيطة الصغيرة.
من خلال كتاباته وأسفاره ومحاضراته وتعاونه مع المنظمات والحكومات الزراعية، انتشرت أساليبه لأكثر من 7500 مزارع في اليابان وكوريا والصين وفيتنام ولاوس وكمبوديا وماليزيا وبنجلاديش وإيران وكوبا. ويعزز تبني هذه الطريقة دخل المزارع، ويقلل من عبء العمل، ويقلل من الأضرار البيئية، مع زيادة الأمن الغذائي المحلي والإقليمي. عندما لا تكون هناك حاجة للبط، يتم استخدامها كطيور الطاولة أو بيعها لإضافة إلى دخل الأسرة ودخول البروتين إلى حد كبير. يتمتع المزارعون الذين يستخدمون طريقة الاستئناس أيضا بمزيد من الوقت لقضائه مع  اسرتهم أو القيام بأشياء أخرى. في الماضي، كان من المقدر إزالة الأعشاب لحقول الأرز يدويا تتطلب 240 ساعة عمل لكل هكتار كل عام.